# Поручик
Пору́чик (пол. porucznik, чеш. poručík) — чин, воинское звание младшего офицерского состава (обер-офицеров), соответствующее современному званию старшего лейтенанта (три звезды), третий после прапорщика (соответствующего современному званию младшего лейтенанта) и подпоручика (соответствующего современному званию лейтенанта) офицерский чин русских гвардии (поручик гвардии, гвардейский поручик) и армии (армейский поручик).
В XVIII—XIX веках был распространён орфографический вариант названия «порутчик». В Вооружённых силах Российской империи Поручик третий после прапорщика (корнета) и подпоручика обер-офицерский чин во всех родах оружия, кроме казачьих войск, где соответствующий чин — сотник.

## История
Поручик, то есть порученец, офицер для поручений — славянская (чешская) калька термина «лейтенант» (фр. lieutenant, от латинского «locum tenens» — «держащий место»); изначально поручики были помощниками командира роты (эскадрона). В русской армии чин поручика впервые зафиксирован в «Учении и хитрости воинского строя» — военном руководстве для солдатских полков «нового строя», изданном в 1649 году. Впоследствии из помощника капитана (ротмистра в кавалерии) поручик превратился в командира полуроты, плутонга.
По Табели о рангах поручик — обер-офицерский чин, чин XII класса в пехоте, Х класса в артиллерии и инженерных войсках и IX класса в гвардии с 1722 года до 1798 года. Затем чин X класса во всех войсках, кроме гвардии, где он остался в IX классе. В казачьих войсках поручику соответствовал чин X класса — сотника. Погон поручика имел один «просвет» и три звезды.
В армиях государств восточной Европы существует звание надпоручика. В регулярной армии Великого княжества Литовского и Русского знаками различия поручика являлись три звёздочки на эполете.
Примерно соответствует званию «лейтенант» сухопутных войск СССР и России.
| младший войсковой чин: Подпоручик Корнет    | Поручик | старший чин, старшее войсковое звание: Штабс-капитан (Штабс-ротмистр) |
| младшее войсковое звание: Младший лейтенант | Поручик | старший чин, старшее войсковое звание: Штабс-капитан (Штабс-ротмистр) |

### Знаки различия
Образцы знаков различий поручика в Вооружённых силах Российской империи
| Знаки различия               | РИА                   | РИА           | РИА          | РИА      |
| ---------------------------- | --------------------- | ------------- | ------------ | -------- |
| Шнур наплечный эполет погоны |                       |               |              |          |
|                              |                       |               |              |          |
|                              | Шнур наплечный (1908) | Эполет (1904) | Погон (1907) | … (1914) |

## Польша

### Поручик войска
В Польском войске есть войсковое звание поручик. 

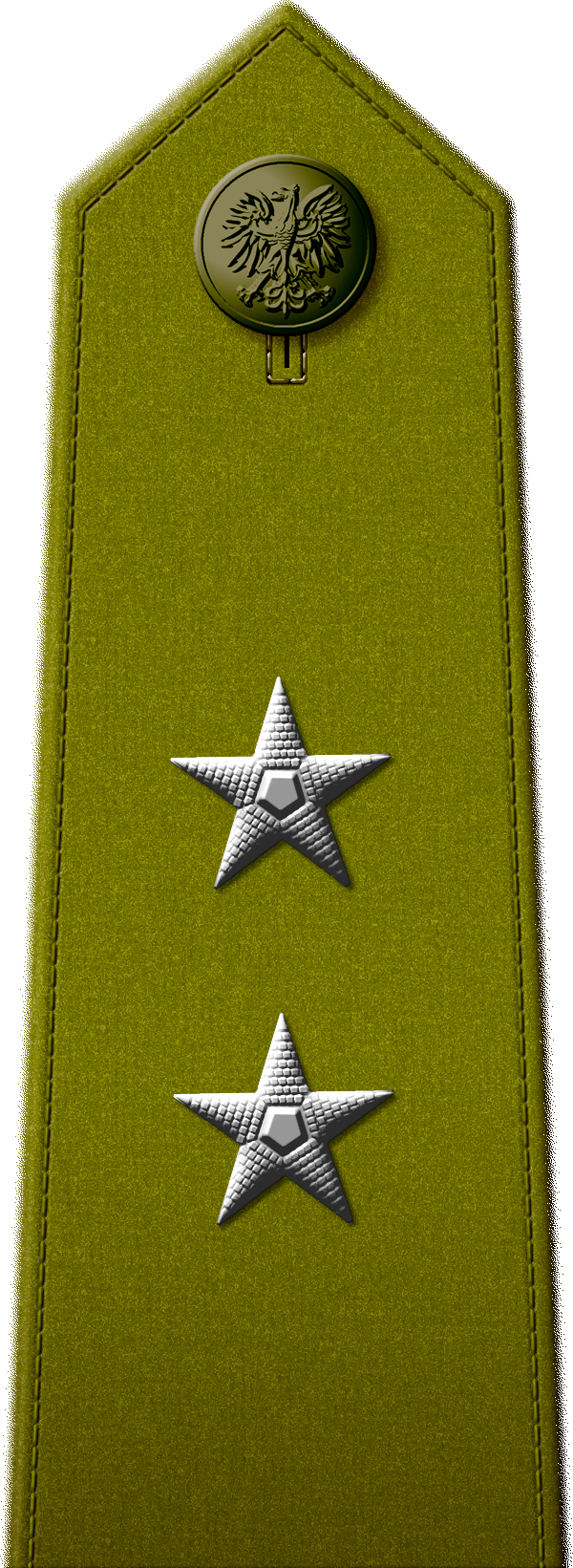
Погон поручика в ВС ПНР, на 1943—1945 годы (сухопутные войска и полевая форма авиации).
Погон поручика в Сухопутных войсках ВС Польши.
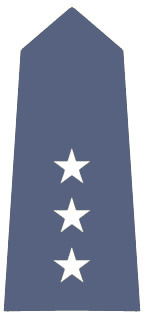
Погон поручика в Военно-воздушных сил ВС Польши.

### Поручик флота
В ВМФ ВС Польши существует корабельное звание поручик флота (пол. Porucznik marynarki), соответствующее званию старшего лейтенанта ВМФ ВС России. Знаками различия поручика флота являются погоны с тремя полосками и галуном, а также аналогичные знаки различия на рукаве. В 1952 — 1956 годах поручики флота ВС ПНР носили погоны с тремя звёздами.

Погон поручика флота ВМС ВС ПНР, 1952 — 1956 годы.
Погон поручика флота (пол. Porucznik marynarki).